# Pyrrhobryum brevifolium
Pyrrhobryum brevifolium là một loài rêu trong họ Rhizogoniaceae. Loài này được (Broth.) Manuel mô tả khoa học đầu tiên năm 1980.